# Немачка подморница У-36
Подморница У-36 је била Немачка подморница типа VIIА и коришћена је у Другом светском рату. Подморница је изграђена 16. децембра 1936. године и служила је у Школској подморничкој флотили (16. децембар 1936 — 31. август 1939) - школски брод, и 2. подморничкој флотили (1. септембар 1939 — 4. децембар 1939) - борбени брод.

## Служба
Подморница У-36, је на своје прво борбено патролирање пошла 31. августа 1939. године, напустивши базу Вилхелмсхафен. Свега 7 дана касније, 6. септембра, она је упловила у базу Кил, из које је, сутрадан, 7. септембра, пошла на своје друго борбено патролирање. У 19:05 сати, 15. септембра 1939. године, незаштићени британски трговачки брод Truro (заповедник Џон Чарлс Егнер) је био заустављен и прегледан од подморнице У-36, на око 150 наутичких миља, источно од рта Кинеирд. Како се на броду налазио недозвољени терет, посади је било наређено да напусти брод у чамцима за спасавање. Због веома немирног мора, немци нису могли да користе свој палубни топ, већ су испалили торпедо ка британском броду, али је оно промашило мету. Друго испаљено торпедо је погодило брод, услед чега је он потонуо. Британски бродоломници су касније били сакупљени од белгијских рибарских бродова Nautilus и Edwaard Van Flaaneren, и искрцани 17. септембра у Абердин. 
Истог дана, када су британски бродоломници искрцани у Абердин, британска подморница HMS Seahorse (96 S), испалила је плотун од 3 торпеда ка подморници У-36. Подморница је управо зауставила један дански трговачки брод, ради контроле, и имала је велику срећу, зато што је једно од испаљених торпеда прошло директно испод подморнице.
У 05:55 сати, 25. септембра 1939. године, шведски трговачки брод Silesia, био је погођен једним торпедом, испаљеног из подморнице У-36, и потонуо је на око 45 наутичких миља западно-северозападно од светионика Егере, Норвешка. Шведски брод је био заустављен од подморнице, ради прегледа, и Фрелих је закључио након прегледа папира, да се на броду налазио забрањени терет. Посади шведског брода је било наређено, да напусте брод у два чамца за спасавање, које подморница одвлачи, и оставља на око 12 наутичких миља од обале. Људи у чамцима, су били сакупљени након три сата, од шведског теретеног брода Suecia, и искрцани код светионика Егере.
Два дана касније, 27. септембра 1939. године, у 06:10 сати, шведски трговачки брод Algeria је био заустављен од подморнице У-36, на око 20 наутичких миља западно од Скудеснеса, и упућен у Кил, где је стигао 4. октобра 1939. године. Три дана касније, брод и терет су били конфисковани од стране Немаца. 
Дана, 30. септембра 1939. године, подморнице У-36, је упловила у Кил, чиме се завршило њено друго борбено патролирање. На своје треће патролирање У-36 је кренула из Кила 2. децембра 1939. године. Међутим, два дана касније, 4. децембра 1939. године, у северном мору, југозападно од Кристиансанда, У-36 је била торпедована од британске подморнице HMS Salmon, и потонула је са комплетном посадом од 40 људи.

## Команданти
- Клаус Еверт - 16. децембар 1936 — 31. октобар 1938.
- Вилхелм Фрелих - 1. септембар 1939. - †4. децембар 1939.

## Бродови
| Име брода | Држава               | Тежина     | Година изградње | Датум напада        | Напомена |
|           | Уједињено Краљевство | 974 тона   | 1922.           | 15. септембар 1939. | Потопљен |
|           | Шведска              | 1.839 тона | 1923.           | 25. септембар 1939. | Потопљен |
|           | Шведска              | 1.617 тона | 1921.           | 27. септембар 1939. | Заробљен |
| --------- | -------------------- | ---------- | --------------- | ------------------- | -------- |